# شاپرک عربی
شاپرک عربی (نام علمی: Agdistis arabica) نام یک گونه از تیره پرپرواران است.